# X-MEN (1992年のアニメ)
X-MEN（X-MEN: The Animated Series、X-MEN:TASもしくはXTAS）は、同名のアメリカン・コミックを原作としたアメリカ合衆国のテレビアニメ。同国では1992年10月31日から1997年9月20日からFox Kidsで放送された。
日本では1994年4月7日から1995年3月27日までテレビ東京で第1話から第43話までが放送され、2005年12月3日から2008年までトゥーン・ディズニー（2009年にディズニーXDへ移行し、その後は閉局）のJETIXで全76話が放送された。

## 制作
1989年、シリーズ初のアニメ化となったパイロットフィルム『X-MEN: Pryde of the X-Men』（日本未公開）の製作総指揮に関わっていたマーガレット・ローシュは、1990年3月よりFOXの子供向け番組放送枠「Fox Kids」を運営する子会社・Foxチルドレン・ネットワーク（後にFoxキッズ・ネットワーク）の社長兼CEOになった。マーガレットは、これを機にX-MENの製作・放映権を購入した。
制作はサバン・エンターテイメントが担当することになったが、当時は自社制作をできるようなスタッフが不足していたため、アニメーション制作をグラーツ・エンターテイメントに発注した。グラーツは脚本やシリーズ構成、キャラクターデザイン・絵コンテ・演出などを担当し、作画以降の実制作は韓国のAKOMに再発注された。声優はカナダ人を起用した。
本作の第1話は祝日のレイバー・デーに合わせて放送される予定だったが、制作遅延の関係により10月31日に延期された。AKOMが第1話のエピソードを提出した際、いくつかのシーンに作画崩壊や作画ミスなどの問題があった為、元請け側がリテイクを求めた。しかしAKOMはこれを拒否した為、未完成のまま放送されることとなり、翌年に行われた再放送の際に大幅な修正が行われた。第2話も納品が間に合わなかったことで50カットほどが欠落しており、それを編集するのに1日しか確保できなかった。第1話と第2話は前後編となっていたが、結局10月31日にスニークプレビュー（テスト放送）という形で放送された。これらのトラブルを理由に、FOXはAKOMに対して「契約を打ち切る」と脅した。
このようなトラブルがあったとはいえ本作は高視聴率を獲得した為、シーズン2の製作が決定した。本作のプロデューサーは、放送期間内に制作費を減らしたり、作品をより低年齢層向けにしたり、この番組に向けた玩具を導入して宣伝する要求など、品質管理の問題に取り組んだ。
この番組は元々第65話まで放送される予定だったが、視聴率は成功したものの、マーベル社が倒産したことで予算はさらに減らされ、サバンは残り11話分を資金提供した。結局全76話が作られた。
日本でのテレビ放送においては、テレビ東京版では全43話まで（シーズン1 - シーズン3、総集編・特別番組〈一部を除く〉を挟む）が放送され、残りのエピソードは未製作だった。2005年にトゥーンディズニーの放送でキャストを入れ替えた際、テレビ東京で放送された全43話分を含めて全話新録となった。なお、テレビ東京での視聴率は7%前後だった。
有料配信サービスのDisney+では2019年11月12日から配信された（日本では2022年2月23日からシーズン1からシーズン3、2022年7月6日からシーズン4・シーズン5を配信、音声はトゥーン・ディズニー版を使用）、2024年3月には、リバイバル版となる『X-MEN '97』が配信される。

## キャラクター
チャールズ・フランシス・エグゼビア教授 / プロフェッサーX
声 - セドリック・スミス、吹 - 納谷六朗（テレビ東京版）、佐々木省三（トゥーン・ディズニー版）
X-MENのリーダーで、強力なテレパシーを持った教授。
スコット・サマーズ/サイクロップス
声 - ノーマン・スペンサー、吹 - 山寺宏一（テレビ東京版）、長嶝高士（トゥーン・ディズニー版）
ジェームズ・ローガン・ハウレット/ウルヴァリン
声 - カハル・J・ドッド、吹 - 江原正士（テレビ東京版）、丸山壮史（トゥーン・ディズニー版）
ジーン・グレイ
声 - キャサリン・ディッシャー、安達忍（テレビ東京版）、紗川じゅん（トゥーン・ディズニー版）
本名は、ジーン・エレイン・グレイ。
オロロ・マンロー / ストーム
声 - イオナ・モリス（初代）、アリソン=シーリー・スミス（2代目）、吹 - 吉田理保子（テレビ東京版）、倉田葉子（トゥーン・ディズニー版）
ガンビット
声 - クリス・ポッター（初代）、トニー・ダニエルズ（2代目）、吹 - 安原義人（テレビ東京版）、ふくまつ進紗（トゥーン・ディズニー版）
ローグ
声 - レノア・ザン、吹 - 小林優子（テレビ東京版）、山戸恵（トゥーン・ディズニー版）
ビースト
声 - ジョージ・ブザ、吹 - 千葉繁（テレビ東京版）、吹 - 佐藤晴男（トゥーン・ディズニー版）
ジュビリー
声 - アリソン・コート、吹 - 平松晶子（テレビ東京版）、吹 - 世戸さおり（トゥーン・ディズニー版）
ビショップ
声 - フィリップ・エイキン、吹 - 郷里大輔（テレビ東京版）、佐藤晴男（トゥーン・ディズニー版）
ケーブル
声 - ローレンス・ベイン、吹 - 玄田哲章（テレビ東京版）、浦山迅（トゥーン・ディズニー版）
ハボック
声 - ノーム・スペンサー、吹 - 星野充昭（テレビ東京版）、不明（トゥーン・ディズニー版）
コロッサス
声 - リック・ベネット、吹 - 大塚明夫（テレビ東京版）、不明（トゥーン・ディズニー版）
ジャガーノート
声 - リック・ベネット、吹 - 飯塚昭三（テレビ東京版）、長嶝高士（トゥーン・ディズニー版）
アイスマン
声 - デニーズ・アカヤマ、吹 - 関俊彦（テレビ東京版）、高木渉（トゥーン・ディズニー版）
ナイトクローラー
声 - ポール・アダッド、吹 - 不明（トゥーン・ディズニー版）
テレビ東京版では未登場。
クイックシルバー
声 - ポール・アダッド、吹 - 中原茂（テレビ東京版）、不明（トゥーン・ディズニー版）
バンシー
声 - ジェレミー・ラッチフォード、吹 - 安井邦彦（テレビ東京版）、不明（トゥーン・ディズニー版）
マグニートー
声 - デヴィッド・ヘンブレン、吹 - 大友龍三郎（テレビ東京版）、浦山迅（トゥーン・ディズニー版）
アポカリプス
声 - ジョン・コリコス、吹 - 内海賢二（テレビ東京版）、不明（トゥーン・ディズニー版）
ミスター・シニスター
声 - クリストファー・ブリットン、吹 - 若本規夫（テレビ東京版）、長嶝高士（トゥーン・ディズニー版）
センチネル
声 - デビッド・フォックス、吹 - 三木眞一郎（テレビ東京版）、不明（トゥーン・ディズニー版）
マスターモールド
声 - デビッド・フォックス、吹 - 不明（トゥーン・ディズニー版）
セイバートゥース
声 - ドン・フランクス、吹 - 荒川太郎（テレビ東京版）、佐藤晴男（トゥーン・ディズニー版）
ミスティーク
声 - レイチェル・カーペンター、吹 - 佐々木優子（テレビ東京版）、松浦チエ（トゥーン・ディズニー版）
シャドウキング
声 - モーリス・ディーン・ウィン、吹 - 梁田清之（テレビ東京版）、不明（トゥーン・ディズニー版）
モーフ
声 - ロン・ルーベン、吹 - 小形満（テレビ東京版）、石上裕一（トゥーン・ディズニー版）
スノーバード
声 - メリッサ・スー・アンダーソン、吹 - 不明（トゥーン・ディズニー版）
グレイドン・クリード
声 - ジョン・ストッカー、吹 - 小室正幸（テレビ東京版）、不明（トゥーン・ディズニー版）
リーチ
声 - ジョン・ストッカー、吹 - 岩永哲哉（テレビ東京版）、不明（トゥーン・ディズニー版）
ダークスター
声 - エリザベス・ルカヴィナ、吹 - 不明（トゥーン・ディズニー版）
サスカッチ
声 - ハリー・エイトケン、吹 - 不明（トゥーン・ディズニー版）
ヘンリー・ピーター・ギリッシュ
声 - バリー・フラットマン、吹 - 高木渉（テレビ東京版）
ヴィンディケーター
声 - バリー・フラットマン、吹 - 不明（トゥーン・ディズニー版）
イリアナ・ラスプーチン
声 - タラ・シャレンドフ、吹 - 不明（トゥーン・ディズニー版）
アバランシュ
声 - ロブ・コニーベア、吹 - 不明（トゥーン・ディズニー版）
アークエンジェル
声 - スティーヴン・ウィーメット、吹 - 中村大樹（テレビ東京版）、不明（トゥーン・ディズニー版）
フォージ
声 - マーク・ストレンジ、吹 - 小林清志（テレビ東京版）、佐々木省三（トゥーン・ディズニー版）
ダズラー
声 - 不明、吹 - 白石文子（テレビ東京版）、不明（トゥーン・ディズニー版）
スターボルト
声 - 不明、吹 - 三木眞一郎（テレビ東京版）、不明（トゥーン・ディズニー版）
スパイラル
声 - ターシャ・シムス、吹 - 岡村明美（テレビ東京版）、不明（トゥーン・ディズニー版）
デスストライク
声 - ターシャ・シムス、吹 - 弥永和子（テレビ東京版）、不明（トゥーン・ディズニー版）
メーコン
声 - 不明、吹 - 小形満（テレビ東京版）、不明（トゥーン・ディズニー版）
リース
声 - 不明、吹 - 荒川太郎（テレビ東京版）、不明（トゥーン・ディズニー版）
ブラックトム
声 - 不明、吹 - 不明（トゥーン・ディズニー版）
ウィンガード
声 - 不明、吹 - 不明（トゥーン・ディズニー版）
オメガレッド
声 - 不明、吹 - 銀河万丈（テレビ東京版）、不明（トゥーン・ディズニー版）、長嶝高士（トゥーン・ディズニー版）
カリスト
声 - スーザン・ローマン、吹 - 勝生真沙子（テレビ東京版）、不明（トゥーン・ディズニー版）
皇帝ディケン
声 - 不明、吹 - 加藤精三（テレビ東京版）、佐藤晴男（トゥーン・ディズニー版）
グラディエイター
声 - モーリス・ディーン・ホワイト、吹 - 梁田清之（テレビ東京版）、不明（トゥーン・ディズニー版）
マルチプルマン
声 - 不明、鈴木琢磨（テレビ東京版）、不明（トゥーン・ディズニー版）
ミズ・マーブル
声 - ロスコー・ハンドフォード、吹 - 兵藤まこ（テレビ東京版）、不明（トゥーン・ディズニー版）
サラ
声 - 不明、吹 - 佐久間レイ（テレビ東京版）、不明（トゥーン・ディズニー版）
ビートリー裁判官
声 - 不明、吹 - 糸博（テレビ東京版）、不明（トゥーン・ディズニー版）
ケイザー
声 - 不明、吹 - 堀秀行（テレビ東京版）、不明（トゥーン・ディズニー版）
アドラー博士
声 - 不明、吹 - 原田一夫（テレビ東京版）、不明（トゥーン・ディズニー版）
ラスティ
声 - 不明、吹 - 高山みなみ（テレビ東京版）、不明（トゥーン・ディズニー版）
ローナ
声 - 不明、吹 - 篠原恵美（テレビ東京版）、不明（トゥーン・ディズニー版）
コルボー博士
声 - 不明、吹 - 大塚芳忠（テレビ東京版）、不明（トゥーン・ディズニー版）
カーリー
声 - 不明、吹 - 井上喜久子（テレビ東京版）、不明（トゥーン・ディズニー版）
ルクル
声 - 不明、吹 - 安藤ありさ（テレビ東京版）、不明（トゥーン・ディズニー版）
モジョー
声 - 不明、吹 - 梅津秀行（テレビ東京版）、不明（トゥーン・ディズニー版）
ドモ
声 - 不明、吹 - 峰恵研（テレビ東京版）、不明（トゥーン・ディズニー版）
グリード
声 - 不明、吹 - 西村知道（テレビ東京版）、浦山迅（トゥーン・ディズニー版）
シルバーサムライ
声 - デニス・アキヤマ 、吹 - 不明（テレビ東京版）、浦山迅（トゥーン・ディズニー版）
プロテウス
声 - スチュアート・ストーン、吹 - 板倉光隆（トゥーン・ディズニー版）
リランドラ
声 - 不明、吹 - 鵜飼るみ子（テレビ東京版）、松浦チエ（トゥーン・ディズニー版）
レッドスカル
声 - セドリック・スミス、吹 - 麦人（トゥーン・ディズニー版）
キーウォック
声 - 不明、吹 - 高木渉（テレビ東京版）、不明（トゥーン・ディズニー版）
スパイダーマン
カメオ出演。嵐の中で椅子が吹き飛ばされているのをクモの糸（クモ糸）で救った。
モイラ
声 - ラリー・カドー、マーサ・マリオン、吹 - 不明（テレビ東京版）、不明（トゥーン・ディズニー版）
ミュータントの研究を専門とする科学者。エグゼビア教授とは友人で、とても信頼している。
- その他（テレビ東京版） - 本間ゆかり（女ミュータント）、宇垣秀成（考古学者）、松岡洋子（女性アナウンサー）、木藤聡子（女性アナウンサー）、柴本浩行[48]、藤本かをる[49]、曽我部和恭（ラッカス[50]）、園部啓一[51]、高島雅羅（ダークスター[52]）

## エピソード
話数はテレビ東京版、トゥーン・ディズニー版、アメリカ放送版でそれぞれ順番が異なる。
| 原語版#  | TX版# | トゥーン版# | サブタイトル （テレビ東京版）                    | サブタイトル （トゥーン・ディズニー版） | 原題                                                 | 放送日         | 放送日 （テレビ東京版） | 放送日 （トゥーン・ディズニー版） |
| -------- | ----- | ----------- | ------------------------------------------------ | --------------------------------------- | ---------------------------------------------------- | -------------- | ----------------------- | --------------------------------- |
| 1（S1）  | 1     | 1           | 恐怖のミュータント狩り                           | 出撃!X-メン                             | Night of the Sentinels Part 1                        | 1992年10月31日 | 1994年4月7日            | 2005年12月3日                     |
| 2        | 2     | 2           | ジュビリー救出作戦!!                             | センチネルを倒せ!                       | Night of the Sentinels Part 2                        | 1992年11月7日  | 1994年4月14日           | 2005年12月4日                     |
| 3        | 3     | 3           | 磁界王マグニートーの野望                         | マグニートー登場!                       | Enter Magneto                                        | 1992年11月27日 | 1994年4月21日           | 2005年12月7日                     |
| 4        | 4     | 4           | 激突!Xメン対マグニートー                         | 運命の再会                              | Deadly Reunions                                      | 1993年1月23日  | 1994年4月28日           | 2005年12月8日                     |
| 5        | 5     | 5           | 謎の地底人類モーロック族                         | 奪われた心                              | Captive Hearts                                       | 1993年1月30日  | 1994年5月5日            | 2005年12月12日                    |
| 6        | 6     | 6           | 鋼鉄の牙セイバートゥース                         | 冷たい復讐                              | Cold Vengeance                                       | 1993年2月6日   | 1994年5月12日           | 2005年12月13日                    |
| 7        | 7     | 7           | 強制収容所からの脱出                             | 囚われの島                              | Slave Island                                         | 1993年2月13日  | 1994年5月19日           | 2005年12月14日                    |
| 8        | 8     | 8           | 超怪力! ジャガーノート                           | 暴走!ジャガーノート                     | The Unstoppable Juggernaut                           | 1993年2月20日  | 1994年5月26日           | 2005年12月15日                    |
| 9        | 10    | 9           | 悪魔の翼を持つ天使                               | 仕組まれた罠                            | The Cure                                             | 1993年2月27日  | 1994年6月9日            | 2005年12月19日                    |
| 10       | 9     | 10          | 魔神アポカリプスの影                             | アポカリプスの襲来                      | Come the Apocalypse                                  | 1993年3月6日   | 1994年6月2日            | 2005年12月20日                    |
| 11       | 11    | 11          | 未来からの使者ビショップ                         | デイズ・オブ・フューチャー パート1      | Days of Future Past Part 1                           | 1993年3月13日  | 1994年6月16日           | 2005年12月21日                    |
| 12       | 12    | 12          | 裏切りのガンビット!?                             | デイズ・オブ・フューチャー パート2      | Days of Future Past Part 2                           | 1993年3月20日  | 1994年6月23日           | 2005年12月22日                    |
| 13       | 13    | 13          | センチネル最終決戦!                              | 最後の決断                              | The Final Decision                                   | 1993年3月27日  | 1994年6月30日           | 2005年12月26日                    |
| 14（S2） | 14    | 14          | 変幻自在!復讐のモーフ                            | 死が我らを分かつまで 前編               | Till Death Do Us Part Part 1                         | 1993年10月23日 | 1994年7月7日            | 2005年12月27日                    |
| 15       | 15    | 15          | 悪夢のハネムーン                                 | 死が我らを分かつまで 後編               | Till Death Do Us Part Part 2                         | 1993年10月30日 | 1994年7月14日           | 2005年12月28日                    |
| 16       | 16    | 16          | ストーム決死の飛行!                              | 謎のアストラル空間                      | Whatever It Takes                                    | 1993年11月6日  | 1994年7月21日           | 2005年12月29日                    |
| 17       | 17    | 17          | 紅の超人兵士オメガレッド                         | 赤い夜明け                              | Red Dawn                                             | 1993年11月13日 | 1994年7月28日           | 2006年1月2日                      |
| 18       | 19    | 18          | 狙われたウルヴァリン                             | レポマン                                | Repo Man                                             | 1993年11月20日 | 1994年8月11日           | 2006年1月3日                      |
| 19       | 20    | 19          | ガンビット秘められた過去                         | 永遠の想い                              | X-Ternally Yours                                     | 1993年12月4日  | 1994年8月18日           | 2006年1月4日                      |
| 20       | 21    | 20          | 世界消滅!謎の伝染病                              | 時間の逃亡者 前編                       | Time Fugitives Part 1                                | 1993年12月11日 | 1994年8月25日           | 2006年1月5日                      |
| 21       | 22    | 21          | 死闘ケーブル対ビショップ                         | 時間の逃亡者 後編                       | Time Fugitives Part 2                                | 1993年12月18日 | 1994年9月1日            | 2006年1月9日                      |
| 22       | 23    | 22          | 美しき暗殺者・ローグ                             | ローグの過去                            | A Rogue's Tale                                       | 1994年1月8日   | 1994年9月8日            | 2006年1月10日                     |
| 23       | 24    | 23          | 美女と野獣・ビーストの恋                         | ビーストの恋                            | Beauty & the Beast                                   | 1994年1月15日  | 1994年9月15日           | 2006年1月11日                     |
| 24       | 29    | 24          | 電波大魔王 モジョー・宇宙視聴率戦争              | モジョー・ワールド                      | Mojovision                                           | 1994年2月5日   | 1994年11月7日           | 2006年1月12日                     |
| 25       | 25    | 25          | プロフェッサーXを救え！                          | 密林の王者 前編                         | Reunion Part 1                                       | 1994年2月12日  | 1994年9月22日           | 2006年1月16日                     |
| 26       | 26    | 26          | 決闘! サヴェッジランド                           | 密林の王者 後編                         | Reunion Part 2                                       | 1994年2月19日  | 1994年9月29日           | 2006年1月17日                     |
| 27（S3） | 27    | 27          | ウルヴァリン VS サイボーグ戦士 ユリコ            | 復讐する女 前編                         | Out of the Past Part 1                               | 1994年7月29日  | 1994年10月17日          | 2006年1月18日                     |
| 28       | 28    | 28          | ジュビリー死す? 恐怖の巨大エイリアン             | 復讐する女 後編                         | Out of the Past Part 2                               | 1994年8月5日   | 1994年10月24日          | 2006年1月19日                     |
| 29       | 30    | 29          | 銀河からのメッセージ X-メン宇宙へ!               | フェニックスサーガ 犠牲                 | The Phoenix Saga, Part I: Sacrifice                  | 1994年9月5日   | 1994年11月14日          | 2006年1月23日                     |
| 30       | 31    | 30          | 理性崩壊！？プロフェッサーXのダークサイド        | フェニックスサーガ 闇のベール           | The Phoenix Saga, Part II: The Dark Shroud           | 1994年9月6日   | 1994年11月28日          | 2006年1月24日                     |
| 31       | 32    | 31          | フェニックス覚醒の覚醒! クリスタルを守れ         | フェニックスサーガ バンシーの叫び       | The Phoenix Saga, Part III: The Cry of the Banshee   | 1994年9月7日   | 1994年12月5日           | 2006年1月25日                     |
| 32       | 33    | 32          | 宇宙盗賊の反乱！潜入シャイア巨大戦艦             | フェニックスサーガ スタージャマーズ     | The Phoenix Saga, Part IV: The Starjammers           | 1994年9月8日   | 1994年12月19日          | 2006年1月26日                     |
| 33       | 34    | 33          | ジーン宇宙に散る! 不死鳥フェニックス最後の飛翔   | フェニックスサーガ ジーンよ永遠に       | The Phoenix Saga, Part V: Child of Light             | 1994年9月9日   | 1995年1月9日            | 2006年1月30日                     |
| 35       | 35    | 34          | 怒りの翼アークエンジェル 魔神アポカリプスに死を! | 死の天使                                | Obsession                                            | 1994年9月24日  | 1995年1月16日           | 2006年1月31日                     |
| 38       | 36    | 35          | サベッジランド再び 捕らわれのストーム!           | サベッジランドの戦い 前編               | Savage Land, Strange Heart - Part One                | 1994年9月10日  | 1995年1月23日           | 2006年2月1日                      |
| 39       | 37    | 36          | 恐るべき太陽神 2大巨人の対決!                    | サベッジランドの戦い 後編               | Savage Land, Strange Heart - Part Two                | 1994年9月17日  | 1995年1月30日           | 2006年2月2日                      |
| 40       | 38    | 37          | 帰ってきたフェニックス 愛と憎しみの再会          | ダークフェニックス1 眩惑                | The Dark Phoenix, Part I: Dazzled                    | 1994年11月12日 | 1995年2月20日           | 2006年2月                         |
| 41       | 39    | 38          | 悪夢! 破壊神ダークフェニックス降臨               | ダークフェニックス2 インナーサークル    | The Dark Phoenix, Part II: The Inner Circle          | 1994年11月12日 | 1995年2月27日           | 2006年2月                         |
| 42       | 40    | 39          | X-メン対ダークフェニックス 宿命の戦い            | ダークフェニックス3 ダークフェニックス  | The Dark Phoenix, Part III: The Dark Phoenix         | 1994年11月19日 | 1995年3月6日            | 2006年2月                         |
| 43       | 41    | 40          | 最後の死闘ジーン フェニックス月面に死す!?        | ダークフェニックス4 フェニックスの運命  | The Dark Phoenix, Part IV: The Fate of the Phoenix   | 1994年11月26日 | 1995年3月13日           | 2006年2月                         |
| 37       | 43    | 41          | Xパワー大激突! Xメン対Xファクター                | アイスマン登場!                         | Cold Comfort                                         | 1995年2月4日   | 1995年3月27日           | 2006年2月                         |
| 44       |       | 42          |                                                  | 再会                                    | Orphan End                                           | 1995年2月25日  |                         | 2006年                            |
| 46（S4） |       | 43          |                                                  | 復活!ジャガーノート                     | The Juggernaut Returns                               | 1995年5月6日   |                         | 2006年                            |
| 61       |       | 44          |                                                  | ウエポン計画                            | Weapon X, Lies, and Video Tape                       | 1995年6月11日  |                         | 2006年                            |
| 53       |       | 45          |                                                  | 悲劇のナイトクローラー                  | Nightcrawler                                         | 1995年5月13日  |                         | 2006年                            |
| 54       |       | 46          |                                                  | 価値のある男 前編                       | One Man's Worth Part 1                               | 1995年9月9日   |                         | 2006年9月2日                      |
| 55       |       | 47          |                                                  | 価値のある男 後編                       | One Man's Worth Part 2                               | 1995年9月16日  |                         | 2006年9月2日                      |
| 51       |       | 48          |                                                  | 勇気                                    | Courage                                              | 1995年9月23日  |                         | 2006年9月3日                      |
| 56       |       | 49          |                                                  | プロテウス 前編                         | Proteus (Part 1)                                     | 1995年9月30日  |                         | 2006年9月10日                     |
| 57       |       | 50          |                                                  | プロテウス 後編                         | Proteus (Part 2)                                     | 1995年10月7日  |                         | 2006年9月17日                     |
| 48       |       | 51          |                                                  | 神聖な場所 前編                         | Sanctuary (Part 1)                                   | 1995年10月21日 |                         | 2006年9月24日                     |
| 49       |       | 52          |                                                  | 神聖な場所 後編                         | Sanctuary (Part 2)                                   | 1995年10月28日 |                         | 2006年                            |
| 63       |       | 53          |                                                  | 善と悪を超えて 第1章                    | Beyond Good and Evil (Part 1): The End of Time       | 1995年11月4日  |                         | 2006年                            |
| 64       |       | 54          |                                                  | 善と悪を超えて 第2章                    | Beyond Good and Evil (Part 2): Promise of Apocalypse | 1995年11月11日 |                         | 2006年                            |
| 65       |       | 55          |                                                  | 善と悪を超えて 第3章                    | Beyond Good and Evil (Part 3): The Lazarus Chamber   | 1995年11月18日 |                         | 2006年                            |
| 66       |       | 56          |                                                  | 善と悪を超えて 第4章                    | Beyond Good and Evil (Part 4): End and Beginning     | 1995年11月25日 |                         | 2006年                            |
| 62       |       | 57          |                                                  | 天使のクリスマス                        | Have Yourself a Morlock Little X-Mas                 | 1995年12月23日 |                         | 不明                              |
| 60       |       | 58          |                                                  | 心の故郷                                | Lotus and the Steel                                  | 1996年2月3日   |                         | 2006年                            |
| 45       |       | 59          |                                                  | むなしい愛                              | Love in Vain                                         | 1996年2月10日  |                         |                                   |
| 52       |       | 60          |                                                  | 暴かれた秘密                            | Secrets, Not Long Buried                             | 1996年2月17日  |                         |                                   |
| 50       |       | 61          |                                                  | エグゼビアの記憶                        | Xavier Remembers                                     | 1996年4月27日  |                         |                                   |
| 58       |       | 62          |                                                  | 家族の絆                                | Family Ties                                          | 1996年5月4日   |                         |                                   |
| 67（S5） |       | 63          |                                                  | ファランクスの契約 前編                 | The Phalanx Covenant (Part 1)                        | 1996年9月7日   |                         |                                   |
| 68       |       | 64          |                                                  | ファランクスの契約 後編                 | The Phalanx Covenant (Part 2)                        | 1996年9月7日   |                         |                                   |
| 47       |       | 65          |                                                  | 悪魔との取引                            | A Deal with the Devil                                | 1996年9月14日  |                         |                                   |
| 34       | 42    | 66          | Xメン秘話・悲しみのサイクロプス                  | 悲しき子どもたち                        | No Mutant Is an Island                               | 1996年9月21日  | 1995年3月20日           |                                   |
| 36       |       | 67          |                                                  | モジョーの逆襲                          | Longshot                                             | 1996年10月5日  |                         |                                   |
| 59       |       | 68          |                                                  | 運命                                    | Bloodlines                                           | 1996年10月26日 |                         |                                   |
| 69       |       | 69          |                                                  | ポラメカスの女神 前編                   | Storm Front Part 1                                   | 1996年11月2日  |                         |                                   |
| 70       |       | 70          |                                                  | ポラメカスの女神 後編                   | Storm Front Part 2                                   | 1996年11月9日  |                         |                                   |
| 72       |       | 71          |                                                  | ジュビリーのおとぎ話                    | Jubilee's Fairytale Theatre                          | 1996年11月16日 |                         |                                   |
| 71       |       | 72          |                                                  | フィフス・ホースメン                    | The Fifth Horseman                                   | 1997年2月8日   |                         |                                   |
| 73       |       | 73          |                                                  | 戦火のかなた                            | Old Soldiers                                         | 1997年2月22日  |                         |                                   |
| 75       |       | 74          |                                                  | 悪魔の誕生                              | Descent                                              | 1997年9月13日  |                         | 2007年5月6日                      |
| 74       |       | 75          |                                                  | 秘められた計画                          | Hidden Agendas                                       | 1997年9月6日   |                         | 2007年5月13日                     |
| 76       |       | 76          |                                                  | さらば、Xメン!                          | Graduation Day                                       | 1997年9月20日  |                         | 2007年5月20日                     |

アメリカ版の第34話（テレビ東京版では第42話、トゥーン・ディズニー版では第66話）においては、無修正版と修正版が存在する。日本語吹き替え版においてもテレビ東京版（無修正版、ポリグラム発売時にも収録）とトゥーン・ディズニー版（修正版）が存在する。ビデオマーケット配信時では修正版が配信されていたが、ディズニープラスでは無修正版が全米共通ながら配信されている（日本語音声も全話が含まれている）。

### ミニコーナー
シリーズ前半
メンバー2人が登場し、かけあいをしながら登場キャラクターの解説などを行っていた。
シリーズ後半
「X-FIGHT」という短めのコーナーで、対戦型格闘ゲーム『エックス・メン チルドレン オブ ジ アトム』の対戦動画を見ながら、ビーストが実況、プロフェッサーXが解説を行った。内容はかなりコミカルで、シャイアが登場した回の「X-FIGHT」ではプロフェッサーがリランドラと再会し、ハイテンションになっていた。

### 特別番組
エックスメン・スペシャル エックスパワーの秘密!
1994年8月4日にテレビ東京系で放送された本作の総集編。
登場するミュータントたちをエントリーナンバーで紹介。また、サイクロプスとジーンのキスシーンも流れた。
X-MEN 全米コミックヒーロー 最新情報
1994年10月10日にテレビ東京で放送された特別番組。クリス・ペプラーとRibbonが、『X-MEN』の最新情報をお届けるという内容。デーブ・スペクターがコメンテーターとして出ていたことがある。
岡本夏生のX-MEN大好きスペシャル
1994年12月にテレビ東京系で放送された特別番組。当時、『X-MEN』のファンだった岡本夏生が視聴者にもっと知ってもらうための特別番組。オープニングおよびエンディング映像にも本人が登場する演出も流れた。
- 日本語版スタッフ
  - 脚本・演出 - 四辻たかお
  - スーパーバイズ・マーヴル・エンターテイメント・グループインク - 鈴木徹也、石川裕人、中村重喜
  - カメラ - 谷内正吾
  - VE - 川口利之
  - 照明 - 大谷浩
  - 演出補 - 長江俊和、一丸拓之、小野寺春佳
  - 音響効果 - 小関尚考
  - EED - 遠藤毅
  - MAV - 森司朗
  - 協力 - マーベル・エンターテイメント・グループ、Aeon-、小学館プロダクション
  - プロデューサー - 小林教子（テレビ東京）、関口哲
  - 製作 - テレビ東京、ニューテレス
- エンディングテーマ『ルシール』（作詞・作曲・歌 - ピーター&ゴードン）

## スタッフ
- 製作総指揮：スタン・リー、ウィストン・リチャード
- 音楽：シュキ・レヴィ、クッサ・マーチ
- 音響監督：ダン・ヘネシー
- 製作：マーベル・エンターテイメント・グループ、サバン・エンターテインメント、グラーツ・エンターテイメント
- 配給：サバン・エンターテイメント

### 日本語版スタッフ

#### テレビ東京版
- - 企画：高柳義也（小学館プロダクション）、マーベル・エンターテイメント、パシフィック・リム・オフィス
  - 配給：小学館プロダクション
  - 制作：テレビ東京、小学館プロダクション
  - 制作協力：AEon-（現：FuRyu）、HALF H.P.STUDIO
  - プロデューサー：小林教子（テレビ東京）、中沢利洋（小学館プロダクション）、鈴木徹也（AEon-〈現：FuRyu〉）
  - 企画協力：中村重喜（電通）
  - 演出、音響監督：岩浪美和
  - 翻訳：高山美香
  - 翻訳監修：石川裕人（CLA）
  - 広報：大塚淳（テレビ東京）
  - 編集：田平亜由美
  - 調整：蝦名恭範
  - 編集・録音スタジオ：KSSスタジオ
  - 音響制作：HALF H.P.STUDIO
  - オープニングアニメーション制作協力：コープ
  - 制作担当：沢玲子（AEon-（現：FuRyu））、中野徹、高橋秀雄（HALF H.P.STUDIO）
  - キャスティング協力：81PRODUCE

#### トゥーン・ディズニー版
- - 翻訳：辺見真起子、中沢志乃、町田敦夫、渡邊貴子
  - 演出：乃坂守蔵
  - 録音製作：ACクリエイト[58]
  - 配給：ブエナ・ビスタ・インターナショナル・テレビジョン

## 主題歌

### オリジナル版
『X-Men Main Theme』
作曲 - ロン・ワッサーマン
オリジナル版主題歌。トゥーン・ディズニー版で使用（Disney+でも同じ）。

### テレビ東京版
「RISING」（第1話 - 第??話）
作詞 - 北川浩 / 作曲 - 篠根晃彦、遠藤修平 / 編曲・歌 - AMBIENCE
テレビ東京版前期オープニングテーマ。総集編「Xパワーの秘密」でも流れた。
「抱きしめたい誰よりも…」（第??話 - 第43話）
作詞 - 北川浩、遠藤修平 / 作曲 - 篠根晃彦 / 編曲・歌 - AMBIENCE
テレビ東京版後期オープニングテーマ。特別番組「大好きスペシャル」でも流れた。
「BACK TO YOU」
作詞・作曲 - 遠藤修平 / 編曲・歌 - AMBIENCE
テレビ東京版エンディングテーマ、左側にアメコミの図版となるイラストが使われている。

## 放送局
テレビ東京系列は5局同時ネット。テレビ愛知のみ遅れネットだったが、後に同時ネット。他系列局や独立局も放送された。
| 放送地域       | 放送局         | 放送期間                                              | 放送時間                              | 備考   |
| -------------- | -------------- | ----------------------------------------------------- | ------------------------------------- | ------ |
| 関東広域圏     | テレビ東京     | 1994年4月7日 - 9月29日 1994年10月17日 - 1995年3月27日 | 木曜 18:30 - 19:00 月曜 19:00 - 19:30 |        |
| 北海道         | テレビ北海道   | 1994年4月7日 - 9月29日 1994年10月17日 - 1995年3月27日 | 木曜 18:30 - 19:00 月曜 19:00 - 19:30 |        |
| 大阪府         | テレビ大阪     | 1994年4月7日 - 9月29日 1994年10月17日 - 1995年3月27日 | 木曜 18:30 - 19:00 月曜 19:00 - 19:30 |        |
| 岡山県・香川県 | テレビせとうち | 1994年4月7日 - 9月29日 1994年10月17日 - 1995年3月27日 | 木曜 18:30 - 19:00 月曜 19:00 - 19:30 |        |
| 福岡県         | TXN九州        | 1994年4月7日 - 9月29日 1994年10月17日 - 1995年3月27日 | 木曜 18:30 - 19:00 月曜 19:00 - 19:30 |        |
| 愛知県         | テレビ愛知     | 1994年4月8日 - 9月30日 1994年10月17日 - 1995年3月27日 | 金曜 7:35 - 8:05 月曜 19:00 - 19:30   |        |
| 奈良県         | 奈良テレビ     | 不明                                                  | 月曜 19:00 - 19:30                    |        |
| 岐阜県         | 岐阜テレビ     | 不明                                                  | 木曜 18:30 - 19:00                    |        |
| 沖縄県         | 琉球放送       | 不明                                                  | 月曜 16:00 - 16:30                    | [ 61 ] |

## クロスオーバー作品
1994年にFox Kidsで放送された『スパイダーマン』で、ネオジェニック・ナイトメアのエピソードに登場。日本ではカートゥーンネットワークで放送された。
- 第17話「第4章 悩めるミュータント（Chapter IV: "The Mutant Agenda"）」（アメリカ放送日：1995年9月30日、日本放送日：2004年7月21日）
- 第18話「第5章 ミュータントのリベンジ（Chapter V: "Mutants' Revenge"）」（アメリカ放送日：1995年10月7日、日本放送日：2004年7月22日）

この他に、アベンジャーズ:ユナイテッド・ゼイ・スタンドに登場するアベンジャーズのチームと共演される予定もあったが白紙となっている。

## 映像ソフト化
日本では1992年からポリグラム株式会社（現・ユニバーサル ミュージック合同会社）からをテレビ東京版を収録した全14巻のVHSが発売された（現在は廃盤）。
現時点ではDVD・BDでの発売の発表は無い。

## メディアミックス展開

### X-MEN '97
2019年にマーベルを傘下に持つウォルト・ディズニー・カンパニーが『X-MEN』の映像化権利を持つ21世紀フォックスを買収したことで映像配信サービス「Disney+」でも『X-MEN』関連のタイトルが配信されるようになった。2021年11月に新作アニメーション『X-MEN'97』がDisney+独占で配信されることが発表され、当初の2023年予定からやや遅れた2024年3月より配信開始。
本作の直接の続編となり、本作の最終回「さらば、Xメン!」で起きたプロフェッサーXの暗殺事件（第1話で映った死亡証明書によれば1996年11月11日）の翌年から始まる新たな物語が繰り広げられる。担当声優は一部変更されている。制作はマーベル・アニメーションが担当するが、マーベル・シネマティック・ユニバースとは直接の関係は無い。

### コミック

#### アメリカ版
X-MEN Adventures
アメリカで1992年11月から1997年3月まで発売されたコミック、アニメシリーズのスピンオフにあたる。最初はこのタイトルだったが、最後は『Adventures of X-MEN』となった。このコミックはアニメの放送が終了するまで続いた。
- X-MEN Adventures Vol.1（1992-1994、15号）[67]
- X-MEN Adventures Vol.2（1994-1995、13号）[68]
- X-MEN Adventures Vol.3（1995-1996、13号）[69]
- X-MEN Adventures of X-MEN（1996-1997、12号）[70]

他にも、1994年3月と1997年3月に発売されたスパイダーマンのコミック「Spider-Man Magazine」（19号）に出ている。
X-MEN '92
2015年、マーベルのシークレット・ウォーズのイベントで発売された。2016年初頭には通常版として第2巻が発売された。

#### 日本版
邦訳コミック版
小学館集英社プロダクション（小学館プロダクション、集英社）から1994年11月から1996年5月まで発売された。
- X-MEN 1 X-MEN VS MAGNETO（1994年11月1日、ISBN：978-4796840019）
- X-MEN 2 超人兵士オメガ・レッド（1994年12月1日、ISBN：978-4796840026）
- X-MEN 3 炎の怪人ゴースト・ライダー（1995年1月1日、ISBN：978-4796840033）
- X-MEN 4 異次元人モジョ（1995年3月1日、ISBN：978-4796840040）
- X-MEN 5 美しき決闘者（1995年3月1日、ISBN：978-4796840057）
- X-MEN 6 ジェノーシャの死闘（1995年5月1日、ISBN：978-4796840064）
- X-MEN 7 エクスティンクションアジェンダ（1995年5月1日、ISBN：978-4796840071）
- X-MEN 8 魔人マグニートの復活（1995年6月1日、ISBN：978-4796840088）
- X-MEN 9 銀河帝国シャイアからの生還（1995年6月1日、ISBN：978-4796840095）
- X-MEN 10 アストラル空間の魔王（1995年8月1日、ISBN：978-4796840101）
- X-MEN 11 エクシキューショナーズソングI 魔弾の射手（1995年10月1日、ISBN：978-4796840118）
- X-MEN 12 エクシキューショナーズソングII 戦慄の銀仮面（1995年11月1日、ISBN：978-4796840125）
- X-MEN 13 エクシキューショナーズソングIII 悪夢の鏡像（1995年12月1日、ISBN：978-4796840132）
- X-MEN 14 エクシキューショナーズ・ソングIV 時の渦の彼方に（1996年2月1日、ISBN：978-4796840149）
- X-MEN 15 フェイタル・アトラクションI 嵐の予感（1996年2月1日、ISBN：978-4796840156）
- X-MEN 16 フェイタル・アトラクションII 最期の闘争（1996年3月1日、ISBN：978-4796840163）
- X-MEN 17 フェイタル・アトラクションIII 失われし絆（1996年5月1日、ISBN：978-4796840170）

バンブーコミックス版
日本では1994年5月から12月にかけてバンブー・コミックス（竹書房）から全13巻が発売された。全巻にはキャラクターによるオリジナル・シールが付属している。
1巻 恐怖のミュータント狩りの巻・ジュビリー救出作戦の巻（ISBN：978-4884757090）
2巻 磁界王マグニートーの野望の巻・激突!Xメン対マグニートーの巻（ISBN：978-4884757106）
3巻 謎の地底人類モーロック族の巻・鋼鉄の牙セイバートゥースの巻（ISBN：978-4884757304）
4巻 強制収容島からの脱出の巻・超怪力-ジャガーノートの巻（ISBN：978-4884757311）
5巻 魔神アポカリプスの影の巻・悪魔の翼を持つ天使の巻（ISBN：978-4884757328）
6巻 未来からの使者ビショップの巻・裏切りのガンビットの巻（ISBN：978-4884757380）
7巻 センチネル 最終決戦!の巻・変化自在!復讐のモーフの巻（ISBN：978-4884757397）
8巻 悪夢のハネムーンの巻・ストーム決死の飛行（ISBN：978-4884757403）
9巻 紅の超人兵士オメガレットの巻・狙われたウルヴァリンの巻（ISBN：978-4884757410）
10巻 ガンビット秘められた過去・美しき暗殺者ローグ（ISBN：978-4884757427）
11巻 世界消滅！謎の伝染病の巻・死闘ケーブル対ビショップの巻（ISBN：978-4884757434）
12巻 美女と野獣・ビーストの恋の巻・電波大魔王モジョーの巻（ISBN：978-4884757441）
13巻 プロフェッサーを救え!の巻・決闘!サベッジランドの巻（ISBN：978-4884757458）

### イラスト集
1995年、竹書房から『X-MEN』のイラスト集が発売された。これはA4用紙で『X-MEN』のキャラクターが描かれた永久保存版となっており、ジム・リー、ジョン・バーン、ニール・アダムスなどといった歴代アーティストが担当した。
- X-MEN ART COLLECTION 1995年4月1日（ISBN:978-4884759827）

### テレビゲーム
X-Men Cartoon Maker（日本未発売）
1996年にアメリカで発売されたMicrosoft Windows 3.xのソフトウェアで、ウルヴァリンとストームが家庭教師として登場している。
エックス・メン チルドレン オブ ジ アトム
1994年にカプコンから発売された対戦型格闘ゲーム。キャラクターの声は本作を担当した声優が再演している。本作や後に発売された『マーヴル・スーパーヒーローズ』を基に、『X-MEN VS. STREET FIGHTER』をはじめとするMARVEL VS. CAPCOMシリーズが作られた。

### フィギュア
アメリカでは1990年代にトイ・ビズ社から本作のオリジナル・フィギュアが発売された。そのフィギュアにはチャールズ・エグゼビア教授を含む仲間のミュータントたちや本作に登場するヴィランたちも勢揃いだった。2003年にはトイ・ビズ社対アメリカ合衆国事件もあった。
日本ではタカラ（現：タカラトミー）が「Xパワーシリーズ」として輸入し販売された。同社は『ミュータント・タートルズ』の成功を受け、国外キャラクター商品の販売に力を入れていた。

### 映画
2000年に公開された実写版では、この作品をきっかけに作られたと言われている。20世紀フォックスは本作の大ヒットに感動し、プロデューサーのローレン・シューラーが1994年に映画化権を取得している。
この映画の成功を受けてディズニーのディズニーによる21世紀フォックスの買収によりシリーズが終わり、キャラクターの著作権がマーベル・スタジオに戻る2020年までの20年間、一連の続編、前作、スピンオフを含む映画シリーズが次々と出てきた。
2022年に公開されたマーベル・スタジオ製作のマーベル・シネマティック・ユニバースの映画『ドクター・ストレンジ/マルチバース・オブ・マッドネス』では、チャールズ・エグゼビア教授（演 - パトリック・スチュワート）が最初に登場する際、本作のテーマソング（ダニー・エルフマンによるオーケストラ、「X-MEN '97 Theme」とクレジット）が流れる。2000年の映画で登場したX-MENシリーズ（X-MEN2も含む）でスチュワートが演じたエグゼビアとは異なり、緑色のスーツ、青色と黒色のネクタイ、黄色のホバーチェアといったアニメのようなデザインで登場していた。

### テレビドラマ
ミズ・マーベルのエピソード「ノーノーマル（No Normal）」では、カマラ・カーン自身がミュータントであることに気づいたとき、本作のテーマソングが流れている。

## 訴訟
ゾルタン・クリスコは2019年10月9日、本作のテーマソングがハンガリーで1984年から1990年までM1で放送されたテレビドラマ『Linda』の主題歌に酷似しているとして、マーベル・コミックを相手取って著作権侵害の訴訟を起こした。